# Islote de La Nube
La Nube, conocida también como Isla de las nubes es un diminuto islote español situado cerca de la punta NE de la isla de Alborán a 100 metros, separado de la misma por un canal de no más de dos metros de profundidad, llamado canal de las Morenas.
El islote está habitado por una colonia de gaviota argéntea, y recientemente se ha podido comprobar la nidificación en el islote de una colonia de paíño común.[cita requerida]